# A Matter of Life and Death (película de 1981)
A Matter of Life and Death (titulado: Aprender a morir o Un asunto de vida o muerte en España) es un telefilme estadounidense de drama de 1981, dirigido por Russ Mayberry, escrito por Lane Slate, en la fotografía estuvo Chuck Arnold y el elenco está compuesto por Linda Lavin, Salome Jens y Ernie Hudson, entre otros. Este largometraje fue producido por Big Deal, Lorimar Productions y Raven’s Claw Productions; se estrenó el 13 de enero de 1981.

## Sinopsis
Cuenta la vida de la enfermera Joy Ufemal y su gran trabajo con los enfermos terminales. Este largometraje está basado en hechos reales.